# Интернет-цензура в России
Данная статья посвящена контролю российских властей за распространением информации в сети Интернет на территории России.
Это явление часто называют цензурой. Цензура в России запрещена статьёй 29 (часть 5) Конституции.

## Общая информация
В 2008 году, по указу президента РФ (Дмитрия Медведева), на основе Федеральной службы по надзору в сфере массовых коммуникаций, связи и охраны культурного наследия (Россвязьохранкультура) была организована Федеральная служба по надзору в сфере связи, информационных технологий и массовых коммуникаций (Роскомнадзор). Служба подведомственна Минцифры России. Тем самым Роскомнадзор стал основным органом власти, занимающийся регулированием связи, информационных технологий и СМИ, включаю блокировки и фильтрацию интернет-трафика.
В 2012 году был принят Федеральный закон № 139-ФЗ, а позже был организован специальный Единый реестр запрещённых сайтов.
В 2014 году, на фоне возникновения российско-украинского конфликта, власти РФ начали компанию по блокировке оппозиционных СМИ.
С февраля 2014 года вступил в силу так называемый закон Лугового, по которому Роскомнадзору, по предписанию Генпрокуратуры РФ, позволялось производить немедленную блокировку интернет-ресурсов без решения суда.
В 2014—2015 годах начались попытки контроля криптовалютой сферы.
В начале 2016 года советник президента России по вопросам развития интернета Г. С. Клименко заявил, что в России по отношению к Интернету следует использовать опыт интернет-цензуры Китая, который к тому моменту уже фильтровал весь интернет-трафик через так называемый «Китайский файрвол».
В 2018 году замначальника Главного управления МВД России по противодействию экстремизму Владимир Макаров выразил уверенность, что российский интернет избежит развития по китайскому сценарию. Тогда же президент РФ Владимир Путин заявлял об отсутствии цензуры в стране, в тоже время утверждая, что «свобода — это одна из фундаментальных ценностей. Но свобода заканчивается там, где мы сталкиваемся со свободой другого человека. То же самое касается свободы в Интернете. Там должно быть разрешено все, что не запрещено законом».
На 2018 году Россия, согласно рейтингу составленному организацией Freedom House, занимала 53-е место из 65 по уровню свободы интернета.
В 2018 году Роскомнадзор начал блокировку мессенджера Telegram, блокировка сопровождалась массовыми протестами и нарушением работой различных инфраструктурных сайтов и сервисов. В 2020 году Роскомнадзор без объяснения причин прекратил блокировку мессенджера.
В сентябре 2019 года рассматривалась возможность разработки и ввода к 2023 году системы блокировки «вредоносной информации», публикуемой в социальных сетях и мессенджерах.
В апреле 2019 году Госдума приняла так называемый Закон о «суверенном интернете», вносящий изменения в Федеральный закон «О связи» и Федеральный закон «Об информации, информационных технологиях и о защите информации». По новому закону операторы связи обязывались устанавливать специальные системы для анализа и фильтрации интернет-трафика, например, через такие средства, как DPI. Принятие закона по реализации российской версии «Китайского файрвола» сопровождалось волной критики и даже митингов в Москве.
В 2022 году, после полномасштабного российского вторжения на территорию Украины, блокировка и фильтрация интернет-трафика значительно усилились.
В 2023 году Госдума приняли закон, запрещающий регистрацию на российских сайтах и сервисах по зарубежным email-адресам. Старые регистрации с иностранных почтовых ящиков оставят в силе. Закон вступает в силу 1 декабря 2023 года.
В 2024 году был принят закон, по которому всех блогеров или владельцев аккаунтов (персональных страниц) в различных социальных сетях с количеством подписчиков более 10 тысяч обязывают зарегистрироваться в специальном государственном реестре. В реестр требуется передать обширный перечень данных о владельце аккаунта. Для тех владельцев каналов, которые будут обязаны зарегистрироваться, но не сделают этого, не смогут размещать у себя рекламу, а другим каналам нельзя будет репостить их сообщения. Из реестра также исключаются персональные страницы в заблокированных социальных сетях, например таких как Facebook и Instagram.
В декабре 2024 года, в рамках тестирования способов изолирования российского сегмента интернета от всего остального, Роскомнадзор на несколько часов отключил три республики — Чечню, Дагестан и Ингушетию — от мирового Интернета.
В июле 2025 года Государственная дума приняла закон, вводящий административные штрафы за умышленный поиск в интернете материалов, включённых в федеральный список экстремистских материалов. Закон также установил штрафы за рекламу VPN-сервисов и признал их использование отягчающим обстоятельством при совершении преступления. Несмотря на заверения властей, что мера направлена против умышленных действий в условиях «информационной войны» и не затронет рядовых граждан, инициатива подверглась резкой критике со стороны парламентской оппозиции и общественных деятелей, включая главу Лиги безопасного интернета Екатерину Мизулину. Критики указывали на нарушение конституционного права на информацию, практическую неисполнимость из-за огромного размера списка запрещённых материалов и риски для работы журналистов и юристов. Принятие закона сопровождалось одиночными пикетами и задержаниями протестующих.

## Блокировки оппозиционных сайтов и СМИ
13 марта 2014 года Роскомнадзор без судебного решения по требованию Генеральной прокуратуры ограничил доступ сразу к трём интернет-СМИ, представлявшим оппозиционную точку зрения: Грани.ру, Каспаров.ру, «Ежедневный журнал» в связи с «призывами к противоправной деятельности и участию в массовых мероприятиях, проводимых с нарушением установленного порядка». Также в запрещённый реестр был внесён блог Алексея Навального в Живом Журнале с указанной причиной «Функционирование данной интернет-страницы нарушает положения судебного решения об избрании меры пресечения гражданину, в отношении которого возбуждено уголовное дело» и на сайте Эхо Москвы.

### Грани.ру
«Грани.Ру» направили в Таганский районный суд Москвы иск к Роскомнадзору в связи с блокировкой сайта, в котором требовали признать решения и действия надзорных ведомств незаконными и обязать их устранить препятствия в обеспечении свободы массовой информации. «Грани» и их хостинг-провайдер так и не получили от Роскомнадзора указания на конкретные материалы, которые, по мнению прокуроров, содержат незаконные призывы. Между тем формулировка закона о блокировке экстремистских сайтов обязывает надзорный орган указать страницы сайта, позволяющие идентифицировать «противоправную» информацию.
21 марта 2014 года в Центре Сахарова в Москве прошёл круглый стол «Блокировки сайтов: наш ответ», на котором журналисты заблокированных СМИ и правозащитники обсудили меры противодействия государственной цензуре, такие как раздача листовок, использование соцсетей, обход блокировок, создание новых некрупных СМИ с диверсифицированными схемами финансирования и распространения. Участники встречи сделали вывод о необходимости наращивания горизонтальных связей между несогласными с политикой российского руководства.
6 мая 2014 года Таганский суд Москвы отклонил жалобу «Грани.ру» на Генпрокуратуру и Роскомнадзор. В ходе судебного заседания представитель Генпрокуратуры заявил, что, изучив всё содержание заблокированного сайта, пришли к выводу, что недопустимая информация и призывы к участию в акциях содержатся в большинстве материалов сайта. По мнению предоставлявшего «Грани.ру» правового аналитика правозащитной ассоциации «Агора» Дамира Гайнутдинова, прокуроры подчеркнули, что «не будут и не должны мотивировать свои действия», а «представитель Роскомнадзора в суде заявила, что недопустимо ставить под сомнение выводы сотрудников Генеральной прокуратуры России».
7 мая 2014 года международная правозащитная организация Amnesty International начала кампанию в поддержку «Граней» и других сайтов, заблокированных 13 марта. Правозащитники призывали направлять письма протеста в российские органы власти. «Неизбирательная и бессрочная блокировка целого сайта, а не отдельных страниц с предположительно незаконной информацией означает приостановку деятельности всего СМИ. Даже если вы никогда ранее не слышали о „Гранях“, судьба этого сайта может стать судьбой любого российского интернет-ресурса», — сообщает российское отделение Amnesty International на своей странице в Фейсбуке.

### ej.ru
2 июня 2014 года в Арбитражном суде Москвы состоялось заседание по иску интернет-издания ej.ru («Ежедневный журнал») в адрес Генеральной прокуратуры и Роскомнадзора. Ведомства вынесли ходатайство о переносе дела в суд общей юрисдикции, так как это дело Арбитражный суд рассматривать неправомочен, судья поддержала их позицию. Редакция «ЕЖа» намерена подготовить новый иск, в суд общей юрисдикции, с жалобой на действия прокуратуры и Роскомнадзора.

### Каспаров.ру
6 августа 2014 г. Хамовнический суд Москвы оставил без удовлетворения жалобу представителей интернет-газеты «Каспаров.ру» на действия Генпрокуратуры РФ и Роскомнадзора, в результате которых доступ к сайту был заблокирован. В решении суда указано, что суд считает законным блокировку, так как на сайте интернет-газеты была размещена статья под названием: «В Крыму будет национализирована госсобственность» с демонстрацией листовки, где размещён рисунок вооружённого человека с надписью «Крымские партизаны» и текстом «Крым, проснись! Оккупанты и их прислужники нагло крадут твои деньги и уродуют твои города. Не молчи! Не сдавайся!». Суд посчитал это призывом к противоправным действиям. Таким образом, блокировку суд посчитал оправданной и соответствующей закону.

### СМИ Крыма
В 2015—2016 гг. был заблокирован ряд сайтов СМИ Крыма: «Центр журналистских расследований», «События Крыма» и BlackSeaNews.

### «Спутник и Погром»
6 июля 2017 года Генеральная прокуратура России сообщила о выявлении «информационных ресурсов националистического толка», в числе которых оказался «Спутник и Погром», не указав при этом, какие именно публикации нарушают законодательство. После публикации сообщения Роскомнадзора на сайте «Спутника и Погрома» появилось заявление о продолжении работы по новому адресу. Блокировка ресурса вызвала сожаление у лидера ЛДПР Владимира Жириновского.

### «Партия националистов»
3 ноября 2017 года председатель «Партии националистов» Иван Белецкий заявил о досудебных блокировках всех своих ресурсов (около 70, в основном это группы в ВКонтакте) по решению Генпрокуратуры РФ. Он связал это с проведением в Москве Русского марша, который прошел на следующий день.

### Форум свободной России
22 февраля 2019 года Роскомнадзор заблокировал сайт «Форума свободной России» (www.forumfreerussia.org). Решение о блокировке принял Таганский суд Москвы. В качестве основания указана статья 15.1 закона об информации — «Распространение запрещённой информации».

### «Путинизм как он есть»
13 мая 2019 года СМИ сообщили о блокировке в России блога «Путинизм как он есть». Блог создан в 2015 году и задуман как энциклопедия путинского режима. Сначала блог велся анонимно, но в 2018 году его автор Артём Круглов дал первое интервью для «Радио Свобода». Причиной блокировки стало решение Солнцевского районного суда № 2-3520/18 от 20 декабря 2018 года по иску бизнесмена Сергея Михайлова. В блоге «Путинизм как он есть» сообщалось о его деятельности в качестве главаря Солнцевской преступной группировки. Суд признал эту информацию не соответствующей действительности.

### «The Barents Observer»
В феврале 2019 года Роскомнадзор заблокировал в России норвежский сайт «The Barents Observer». Издание пишет о российско-норвежских отношениях, региональной политике и экономике, правах человека. Формальной причиной послужил отказ редакции удалить материал о шведском сааме, который предпринимал попытки суицида из-за своей сексуальной ориентации, не вписывавшейся в национальные традиции. Спустя две недели изданию пришло письмо из Роскомнадзора с требованием удалить статью: в российском надзорном ведомстве настаивали на том, что в данной публикации есть призывы совершить самоубийство и их описание.
Ранее издание посвящало несколько публикаций острым конфликтам в российско-норвежских взаимоотношениях в Арктике, одному из журналистов издания ФСБ в 2017 году запретило въезд в Россию, так как, по их мнению, он представляет угрозу национальной безопасности.

### Блокировки в 2021 году и угроза их применения
В 2021 году блокировки оппозиционных сайтов приняли массовый характер. Так, в июле 2021 года на территории РФ был заблокирован сайт Алексея Навального (navalny.com) и еще 47 ресурсов, связанных с Навальным, сайт Центра «Досье» (dossier.center), сайт проекта Gulagu.net, а также сайт «Чешского радио». В декабре Роскомнадзор заблокировал правозащитный сайт «ОВД-Инфо» из-за «пропаганды терроризма и экстремизма».
Под угрозой блокировки в декабре 2021 года и феврале 2022 года ведомство вынудило ряд российских СМИ удалить новости на основе расследований издания Проект (признан нежелательной организацией) и ФБК (была признана экстремистской организацией). Расследования касались недвижимости и другого имущества, которым владеют или пользуются высокопоставленные российские чиновники и их семьи — в частности, глава «Роскосмоса» Дмитрий Рогозин, помощник президента Владимир Мединский, депутат Госдумы Леонид Слуцкий, премьер-министр Михаил Мишустин, заместитель председателя Совета безопасности Дмитрий Медведев.

## Блокировки ключевых сайтов интернета

### Archive.org
24 октября 2014 года Роскомнадзор заблокировал Архив Интернета за видео Исламского государства «Звон мечей», признанное в России экстремистским. По состоянию на 16 апреля 2016 года блокировка снята.

### GitHub
3 декабря 2014 года Роскомнадзор заблокировал крупнейший в мире хостинг IT-проектов GitHub. 5 декабря блокировку сняли: GitHub заблокировал российским пользователям доступ к запрещенным материалам.

### LinkedIn
17 ноября 2016 года Роскомнадзор заблокировал LinkedIn — крупнейшую в мире социальную сеть для установления профессиональных контактов ввиду несоблюдения сетью закона о переносе персональных данных россиян на территорию РФ. По состоянию на ноябрь 2024 года блокировка действует.

## Вторжение России на Украину
В начале 2022 года после вооружённого вторжения России на Украину начался новый, более усиленный, виток цензуры в российском сегменте интернете. 24 февраля Роскомнадзор потребовал от СМИ писать материалы о событиях в Украине «только по официальным российским источникам». Нарушившим требование грозит блокировка и штраф до 5 млн рублей. 4 марта был принят закон 32-ФЗ, устанавливающий уголовную ответственность. Вскоре были заблокированы Instagram и Facebook (который отказался разблокировать российские СМИ). Позже к числу заблокированных ресурсов присоединились «tjournal», «The Village»,  «Русская служба BBC», «Сноб», «Собеседник», «Ateo», сайт радиостанции «Эхо Москвы», «Медуза», «Медиазона» и «Дождь» и ряд других ресурсов.
2 марта 2022 года Википедия получила первое уведомление о возможной блокировке со стороны Роскомнадзора, если Википедия не удалит или не изменит статьи, касающиеся темы российской агрессии против Украины, таким образом, чтобы статьи соответствовали позиции официальных российских властей. 30 марта Википедия получила второе предупреждение о необходимости удалить или изменить статьи, в частности статью «Вторжение России на Украину (2022)». Как отмечалось в уведомлении, на основании требования Генпрокуратуры Роскомнадзор «незамедлительно направляет операторам связи <…> требование о принятии мер по ограничению доступа к информационному ресурсу».
6 июня Светлогорский городской суд Калининградской области признал запрещённой информацией список погибших на Украине российских солдат, собранный псковским интернет-изданием 60.RU. Издание известно тем, что начало вести перечень погибших военных на Украине, чью гибель публично подтвердили руководители регионов и районные администрации. Список потерь признали запрещённой информацией по иску военного прокурора 73-й военной прокуратуры гарнизона Балтийского флота. Суд признал его сведениями, «раскрывающими потери личного состава в военное время, в мирное время в период проведения специальных операций».
В декабре 2022 года Роскомнадзор пригрозил казахстанскому интернет-изданию «Vlast.kz» блокировкой за освещение обстрела Винницы и Мариуполя, на что редакция ответила отказом «исполнять запросы российского ведомства».
8 октября 2024 года РКН заблокировал Discord. По официальной версии, он не подчинился требованиям властей удалить 1000 экстремистских сайтов. Ещё с сентября у некоторых пользователей он либо не загружался, либо были сбои. По слухам, "Z"-блогеры раздражены этим решением, так как это был единственный интернет-фронт для геймеров (Дискорд пользовался популярностью у геймеров), пишет издание «Republic».
15 октября многие СМИ РФ заявили о том,что Дискорд могут разблокировать, и даже в некоторых СМИ появились требования Роскомнадзора к Дискорду.
Оснований РКН для разблокировки так и не увидел.

## Блокировки сайтов о криптовалютах
13 января 2015 года на основании решения Невьянского городского суда Свердловской области от 30 сентября 2014 года Роскомнадзор включил в реестр запрещённых сайтов («Единый реестр доменных имен, указателей страниц сайтов в сети „Интернет“ и сетевых адресов, позволяющих идентифицировать сайты в сети „Интернет“, содержащие информацию, распространение которой в Российской Федерации запрещено») следующие ресурсы: Bitcoin.org, BTCsec.com и Bitcoin.it и др.
Национальный фонд развития криптовалют (CCFR) заявил о неспособности властей к конструктивному диалогу с биткойн-сообществом, к взвешенному подходу при исполнении своих прямых обязанностей и назвал блокировку сайтов репетицией запрета криптовалют в России.
15 мая 2015 года Свердловский областной суд отменил вышеупомянутое решение о блокировке биткойн-ресурсов по апелляционной жалобе администраций некоторых из заблокированных порталов.

## Рекомендации по обходу блокировки и альтернативные адреса
Заблокированные в России сайты публикуют информацию о том, как обходить блокировку. Предлагаемые методы включают использование различных зеркал, анонимайзеров, прокси-серверов, сети Tor, браузера Ceno, браузерных расширений и децентрализованных мессенджеров (например, Delta Chat или Briar). Проверить доступность сайта в России можно с помощью специальных сервисов.
Памятка с картинками об обходе блокировки имеется на посвящённом политическим преследованиям сайте «ОВД-Инфо».
В апреле 2014 года «Ежедневный журнал» открыл веб-сайт «ЕЖ навсегда», где «всегда будет доступна информация о том, где сейчас можно читать „Ежедневный журнал“».
В марте 2015 года организация «Репортёры без границ» создала зеркала девяти сайтов, запрещённых властями 11 стран, в том числе российского сайта Грани.ру. Организация намерена обеспечивать работу зеркал несколько месяцев.
Сайт «Радио Свобода» предлагает установить для анонимного просмотра сайтов бесплатные расширения ZenMate (для Chrome) или friGate (для Chrome и Firefox). Кроме того, «Радио Свобода» предлагает свое одноименное мобильное приложение (в нем интегрированы инструменты обхода блокировки) и возможность читать материалы в социальных сетях. Также можно использовать специальные интернет-браузеры (Tor и его аналоги), Proxy-сети и приложения VPN.
В апреле 2015 года Анапский городской суд Краснодарского края вынес первое в России решение об ограничении доступа к информации об инструментах, с помощью которых можно обойти блокировки и цензуру. Суд, рассмотрев заявление прокурора города Анапы, признал информацию, размещённую на странице «Восстановление доступа к информации. Инструментарий» общественной организации «РосКомСвобода», запрещённой к распространению.
С 1 марта 2024 года в России вступил в силу закон о запрете на распространение в сети информации, рекламирующей или популяризирующий средства обхода блокировок. После чего Роскомнадзор стал требовать удаления контента об обходе блокировок, а также блокировать VPN-сервисы.
5 марта 2024 года организация Репортёры без границ (RSF) запустила спутниковый пакет «Свобода». Пакет состоит из независимых от цензуры теле- и радиоканалов, которые транслируются через спутник. В него входят «Эхо», «Радио Сахаров», «Настоящее время», «Еврорадио», Deutsche Welle «ТВ8», «Ост/Вест 24», каналы с передачами от Дмитрия Гордона, Ирины Шихман, «Важных историй», издания «Холод», «Новой газеты Европа» и другими. Отдельный канал (eQtv) посвящён образовательным материалам по цифровой безопасности, техническим способам обхода цензуры и блокировок.